# Vertikal II
Vertikal II är en EP med det svenska progressiva post metal-bandet Cult of Luna. EP:n innehåller tre överblivna låtar från inspelningen av albumet Vertikal og en remixad version av låten "Vicarious Redemption" från samma album. Vertikal II släpptes september 2013 av det norska skivbolaget Indie Recordings.

## Låtlista
1. "O R O" – 7:21
2. "Light Chaser" – 6:23
3. "Shun the Mask" – 11:59
4. "Vicarious Redemption" (Remix av Justin K. Broadrick) – 9:38

## Medverkande
Musiker (Cult of Luna-medlemmar)
- Johannes Persson – gitarr, sång
- Magnus Lindberg – gitarr, percussion
- Erik Olofsson – gitarr
- Thomas Hedlund – trummor
- Andreas Johansson – basgitarr
- Anders Teglund – keyboard, trumpet, sampling
- Fredrik Kihlberg – gitarr, sång

Produktion
- Cult of Luna – producent
- Kristian Karlsson – medproducent (spår 1)
- Magnus Lindberg – ljudtekniker, ljudmix, mastering
- Justin K. Broadrick – ljudmix (spår 4)
- Erik Olofsson – omslagskonst